# 11296 Denzen
11296 Denzen este un asteroid din centura principală de asteroizi.

## Descriere
11296 Denzen este un asteroid din centura principală de asteroizi. A fost descoperit pe 24 mai 1992 la Geisei de Tsutomu Seki. Asteroidul prezintă o orbită caracterizată de o semiaxă mare de 2,49 ua, o excentricitate de 0,09 și o înclinație de 5,1° în raport cu ecliptica.